# Лиманний (Волгоградська область)
Лиманний (рос. Лиманный) — селище у Палласовському районі Волгоградської області Російської Федерації.
Населення становить 42 особи. Входить до складу муніципального утворення Лиманне сільське поселення.

## Історія
Селище розташоване у межах українського історичного та культурного регіону Жовтий Клин.
Згідно із законом від 30 грудня 2004 року № 982-ОД органом місцевого самоврядування є Лиманне сільське поселення.

## Населення
| 2010 |
| ---- |
| 42   |